# デビルズフードケーキ
デビルズフードケーキ（英語: Devil's food cake）はアメリカ合衆国で考案されたケーキ。デビルズケーキ、デビルケーキとも呼ばれる。
チョコレート味のスポンジ生地、ガナッシュ、アプリコットジャムを重ねたケーキである。全体をチョコレートクリームでコーティングしたり、削ったチョコレートを飾ることもある。
名称の由来には「悪魔的に美味であるから」「非常に高カロリーであるから」「どっしりとした黒い見た目から」「悪魔は黒のイメージがあるから」「悪魔の誘いのごとく美味しいから」と言われるが、定かではない。
対照的な白くて、低カロリーで、爽やかなエンゼルフードケーキというものもある。